# Мэри-де-Лила (станция метро)
Мэри-де-Лила (фр. Mairie des Lilas) — станция линии 11 Парижского метрополитена, расположенная в коммуне Ле Лила, ближайшем пригороде Парижа. Названа по расположению рядом с мэрией данной коммуны.

## История
- Станция открыта 17 февраля 1937 года при продлении линии 11 на один перегон от станции Порт-де-Лила, став, таким образом первой и (до 2024 года) единственной станцией данной линии за пределами официальных границ Парижа.
- Пассажиропоток по станции по входу в 2011 году, по данным RATP, составил 4 602 681 человек[2]. В 2015 году этот показатель вырос до 4 647 162 пассажиров (98 место по уровню пассажиропотока в Парижском метро)[3].

## Путевое развитие
С обеих сторон от станции есть противошёрстные съезды. К востоку от станции главные пути линии переходят в подъездные пути к ателье де Лила, осуществляющему техническое обслуживание линии 11.

## В массовой культуре
Станция упоминается в шансон Сержа Генсбура «Le Poinçonneur des Lilas». Однако действие промо-клипа, снятого в 1958 году, разворачивается на соседней станции Порт-де-Лила. Также в честь Генсбура названа открытая в 2024 году на продлении линии 11 следующая после "Мэри-де-Лила" станция метро.